# Georgică Dumitru
Georgică Dumitru (n. 31 martie 1964

) este un deputat român, ales în 2012 din partea Partidului Alianța Liberalilor și Democraților. 